# Cuadrícula

Una cuadrícula de medidas 5x5 con 25 cuadrados individuales.

Una cuadrícula es un conjunto de cuadrados de medidas regulares formados por una serie de líneas paralelas y perpendiculares a estas que se dividen en filas (líneas horizontales) y columnas (líneas verticales).

## Uso en diseño
La cuadrícula se ha utilizado en dibujo y en pintura para reproducir un modelo con idénticas proporciones reducido o aumentado del original. Para ello, se divide la imagen del modelo en una serie de cuadrados de idénticas dimensiones y la superficie sobre la que se quiere realizar la reproducción en el mismo número de cuadrados regulares que podrán ser menores o mayores según el fin propuesto.  
En general, las grandes pinturas murales, así como los cuadros de grandes dimensiones están dibujados por este procedimiento, cuadriculando bocetos pequeños que por esto mismo permiten al artista darse cuenta mejor del efecto del conjunto. Cuadricular es un trabajo largo que debe ejecutarse con gran exactitud. Por ello los pintores se hacen ayudar habitualmente de sus discípulos limitándose ellos a modificar los errores de traslación.

## Origen
Este método se origina en los tiempos memoriales. Los egipcios usaban esta técnica para construir sus estructuras, pintar y hacer relieves. Se dice que ellos fueron los que la crearon y fueron los primeros en usarla. Mediante un sistema de líneas, dividían la superficie a decorar delimitando el área destinada a cada escena. Era importante un buen aprovechamiento del espacio. Como las figuras debían representarse conforme a unos cánones establecidos, se trazaba una cuadrícula en la pared para que el dibujo cumpliera las proporciones adecuadas. Siguiendo estas reglas canónicas, un hombre de pie ocupaba siempre dieciocho cuadrados de altura. Esta regla permitía crear figuras más pequeñas pero igualmente bien proporcionadas ya que los cuadrados se podían dividir en otros más pequeños.